# Золотой сет (теннис)
Золотой сет (неоф. золотая баранка) — термин, обозначающий в теннисе ситуацию, когда игрок выигрывает сет, не проиграв ни одного розыгрыша (очка) в геймах, набрав тем самым 24 очка из 24 возможных.
В профессиональном теннисе это редкая ситуация и число известных случаев «золотого сета» не превышает двадцати. В основном розыгрыше турниров высшего уровня это происходило дважды: Билла Скэнлон выиграл второй сет у Маркоса Хосевара в 1983 году на турнире Delray Beach WCT; Ярослава Шведова выиграла первый сет у Сары Эррани на Уимблдоне 2012 года). В основном же «золотой сет» происходил в предтурнирных отборочных матчах на соревнованиях самого низкого уровня. 
Золотой матч - это когда игрок не теряет ни одного очка за весь матч. Есть четыре задокументированных случая этого на турнирах низкого уровня. Хейзел Уайтмен впервые выиграла «золотой матч» в любительском турнире 1910 года в штате Вашингтон. Затем это происходило трижды во Франции во время отборочных соревнований профессионального уровня самого низкого уровня - два из них в течение двух месяцев, оба против одного и того же 55-летнего мужчины.

## Зарегистрированные случаи
- Жирным шрифтом выделены случаи на профессиональных турнирах высшего уровня.

| Игрок               | Турнир                                                                           | Оппонент                                | Итоговый счёт      | Дата       | Примечание |
| ------------------- | -------------------------------------------------------------------------------- | --------------------------------------- | ------------------ | ---------- | --- |
| Хейзел Уайтмен      | Чемпионат штата Вашингтон (США)                                                  | Мисс Хюйскамп (известна только фамилия) | 6:0, 6:0           | 1910       | Золотой матч |
| Полин Бетц          | Турнир Трёх штатов (Цинциннати, США)                                             | Кэтрин Вульф                            | 6:0, 6:2           | 1943       | [ 5 ] |
| Билл Скэнлон        | Делрей-Бич WCT, 1-й раунд (Делрей-Бич, США)                                      | Маркос Хосевар                          | 6:2, 6:0           | 22.02.1983 | Внесён в Книгу рекордов Гиннесса.                                                                                               |
| Тина Шойер-Ларсен   | Кубок Федерации, зона Европа/Африка (Найроби, Кения)                             | Ммафала Летсатле                        | 6:0, 6:0           | 09.05.1995 | [ 6 ] |
| Ярослава Шведова    | Уимблдон, 3-й раунд (Уимблдон, Англия)                                           | Сара Эррани                             | 6:0, 6:4           | 30.06.2012 | Единственный "золотой сет" в основном розыгрыше турниров высшего уровня                                                         |
| Юлиан Райстер       | Открытый чемпионат США, квалификация (Нью-Йорк, США)                             | Тим Пютц                                | 6:7(3:7), 6:4, 6:0 | 20.08.2013 | Единственный "золотой сет" в третьем сете                                                                                       |
| Стефано Наполитано  | Distal & ITR Group Tennis Cup, квалификация (Тоди, Италия)                       | Аугусто Вирджили                        | 6:0, 6:3           | 07.07.2015 | [ 11 ] [ 12 ] |
| Катарина Завацкая   | Chang ITF Pro Circuit, квалификация (Бангкок, Таиланд)                           | Тханятхорн Путтхаун                     | 6:0, 6:0           | 12.12.2015 | [ 13 ] |
| Хэ Йекон            | Qingdao ATP Challenger, квалификация (Циндао, Китай)                             | Ван Хонхан                              | 6:0, 6:0           | 07.08.2016 | Во втором сете |
| Бенджамин Туллу     | France F17 Futures, квалификация (Баньер-де-Бигор, Франция)                      | Томаш Фабиан                            | 6:0, 6:0           | 03.09.2016 | Любительский противник. Золотой матч                                                                                            |
| Жофре де Шеппер     | France F23 Futures, квалификация (Родез, Франция)                                | Томаш Фабиан                            | 6:0, 6:0           | 15.10.2016 | Любительский противник. Фабиан выиграл один розыгрыш за матч и избежал ещё одного проигранного "золотого матча" в своей карьере |
| Луис Давид Мартинес | Morelos Open, квалификация (Куэрнавака, Мексика)                                 | Манфред Брандес Фогт                    | 6:1, 6:0           | 18.02.2017 | [ 17 ] |
| Дэн Аддед           | France F5 Futures, квалификация (Пуатье, Франция)                                | Фрэдди Приотон                          | 6:0, 6:0           | 11.03.2018 | Золотой матч |
| Криттин Коайкул     | Doha M15, квалификация (Доха, Катар)                                             | Артём Бахмет                            | 6:0, 6:0           | 08.12.2019 | Золотой матч |
| Джесси Эни          | W60 San Bartolome de Tirajana, квалификация (Сан-Бартоломе-де-Тирахана, Испания) | Эранн Экселан                           | 6:0, 6:0           | 15.08.2021 | В первом сете |

- Ярослава Шведова уже была близка к выигрышу золотого сета в матче 2006 года против Эми Фрейзер, но на 24 очке при своей подаче совершила двойную ошибку и в итоге проиграла матч 6:1, 0:6, 0:6.[7]
- Стефано Наполитано в матче против Аугусто Вирджили набрал 33 очка подряд.